# Фосфид триванадия
Фосфид триванадия — неорганическое соединение
ванадия и фосфора с формулой V3P,
тёмно-серые кристаллы.

## Получение
- Сплавление чистых веществ:

{\displaystyle {\mathsf {3V+P\ {\xrightarrow {T}}\ V_{3}P}}}

## Физические свойства
Фосфид триванадия образует тёмно-серые кристаллы
тетрагональной сингонии,
пространственная группа P 42/n,
параметры ячейки a = 0,9387 нм, c = 0,4756 нм, Z = 8.